# Гроблиці
Гроблиці (пол. Groblice) — село в Польщі, у гміні Сехниці Вроцлавського повіту Нижньосілезького воєводства.
Населення — 476 осіб (2011).
У 1975-1998 роках село належало до Вроцлавського воєводства.

## Демографія
Демографічна структура станом на 31 березня 2011 року:
|          | Загалом | Допрацездатний вік | Працездатний вік | Постпрацездатний вік |
| -------- | ------- | ------------------ | ---------------- | -------------------- |
| Чоловіки | 240     | 47                 | 180              | 13                   |
| Жінки    | 236     | 49                 | 161              | 26                   |
| Разом    | 476     | 96                 | 341              | 39                   |